# Pierre Vladimiroff

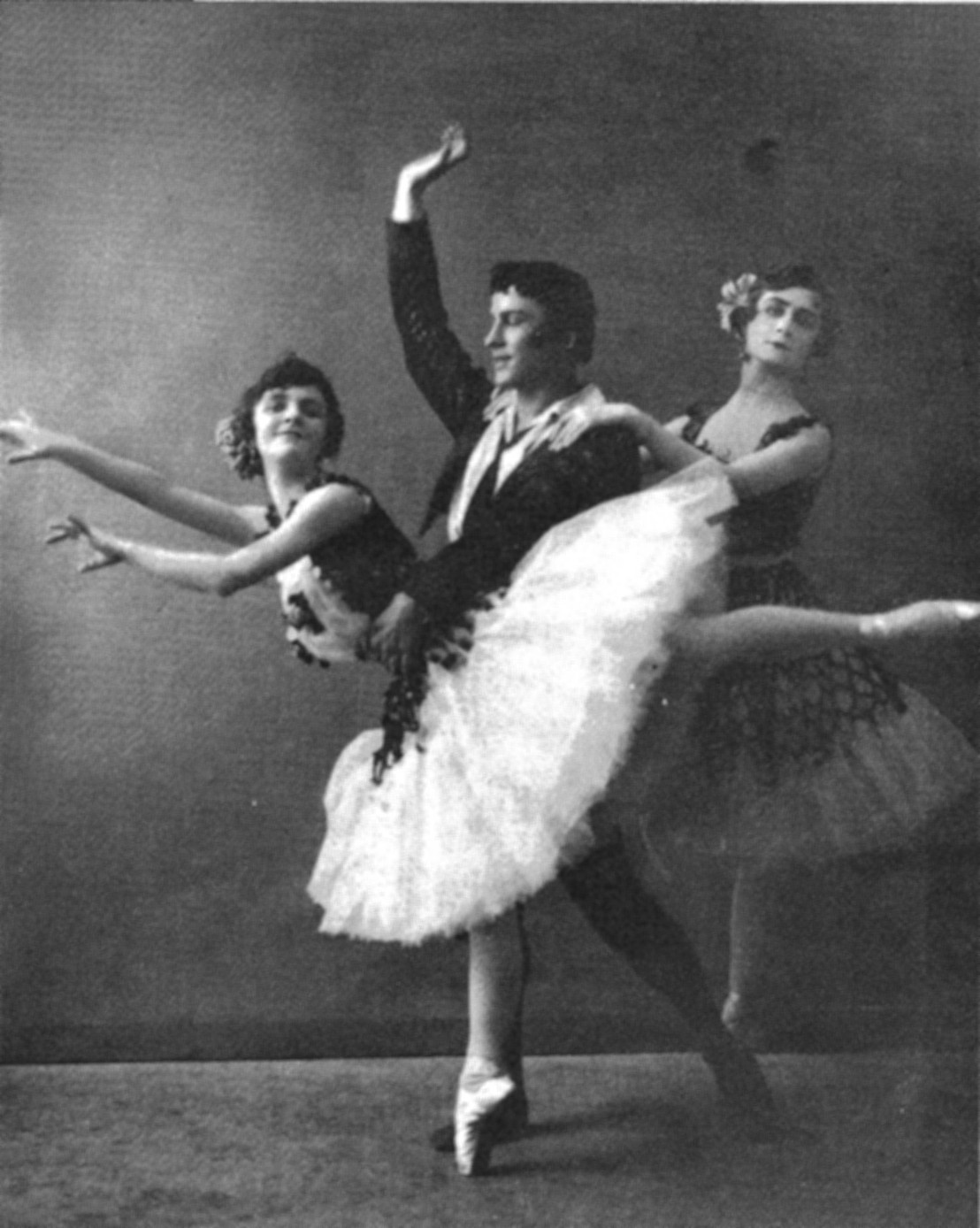
Pierre Vladimiroff con Elsa Vil e Elizaveta Gerdt nel 1909

Pierre Vladimiroff, o Pëtr Nikolaevič Vladimirov (in russo Пётр Николаевич Владимиров?) (Gatčina, 13 febbraio 1893 – New York, 25 novembre 1970), è stato un ballerino e insegnante russo.

## Biografia
Vladimirov si diplomò alla Scuola Imperiale di Balletto nel 1911 e rimase membro della compagnia Imperial Ballet fino al 1918. Nel 1915 ricevette il titolo di primo ballerino.
Nel 1920 lui e la sua ultima moglie Felia Doubrovska emigrarono in Occidente, dove entrarono nei Ballets Russes; tutti i ruoli di Vaclav Nižinskij andarono a Pierre Vladimiroff (Nižinskij lasciò la compagnia di Sergej Djagilev nel 1917). Danzò il ruolo del principe nella produzione The Sleeping Princess del 1921. Successivamente ballò con il Mordkin Ballet ed entrò nella compagnia di Anna Pavlova durante l'ultimo tour della Pavlova, diventando il suo ultimo partner.
Dal 1934 al 1967 insegnò alla School of American Ballet, e fu il primo insegnante della scuola appena fondata ad insegnare agli studenti maschi.
Tra i suoi studenti c'erano Todd Bolender, John Taras, Willam Christensen, William Dollar, Francisco Moncion, Nicholas Magallanes, Tanaquil Le Clercq e Maria Tallchief.
È stato per qualche tempo amante di Mathilde Kschessinska, che in quel momento viveva con Andrej Vladimirovič Romanov. Andrei Romanov sfidò Pierre Vladimiroff a duello e gli sparò al naso.